# Уккручей
Уккручей — ручей в России, протекает по территории Сумпосадского сельского поселения Беломорского района Карелии. Длина ручья — 13 км, площадь водосборного бассейна — 28,6 км².
Ручей берёт начало из Уккозера на высоте 91,8 над уровнем моря.
Течёт преимущественно в западном направлении по заболоченной местности.
Ручей имеет один приток длиной 1,0 км.
Впадает с правого берега в реку Ухту, которая, в свою очередь, впадает в реку Нюхчу, впадающую в Онежскую губу Белого моря (Поморский берег).
Населённые пункты на ручье отсутствуют.
Код объекта в государственном водном реестре — 02020001412202000007454.